# Meragisa submarginata
Meragisa submarginata är en fjärilsart som beskrevs av William Schaus 1906. Meragisa submarginata ingår i släktet Meragisa och familjen tandspinnare. Inga underarter finns listade i Catalogue of Life.